# Пивоваренный завод Кинца
Пивоваренный завод Кинца — пивоваренный завод в городе Воронеже, существовавший до Октябрьской революции.

## История
Хозяином существовавшим в Белгороде Пивоваренным заводом Эсслингера был Юлий Васильевич Эсслингер — выпускник Харьковского университета. Производством заведовал его родной брат — Александр Васильевич Эсслингер, который в 1884 году получил российское подданство и был причислен к курскому мещанскому сословию. 13 июля 1890 года курским нотариусом была заверена сделка по продаже Александром Эсслингером Белгородского пивоваренного завода германскому подданному Михаилу Ивановичу Кинцу. Новый владелец имел небольшой пивоваренный завод в деревне Новое Першино Дмитриевского уезда Курской губернии, но наибольшую известность в пивоварении он получил на заводе своего брата в Воронеже. Это было крупное предприятие с известной торговой маркой «Михаил Кинц», на котором работало до 50 человек.
На рубеже XIX и XX веков, после прокладки железнодорожных веток Белгород-Сумы и Белгород-Купянск, станция Белгород стала крупным железнодорожным узлом. В связи с расширением станции все постройки за линией железной дороги подлежали сносу, в том числе и пивзавод Кинца. Дирекция железной дороги утвердила выкупную сумму пивзавода в 75 тыс. рублей, таким образом прекратила свое существование старинная белгородская пивоварня.

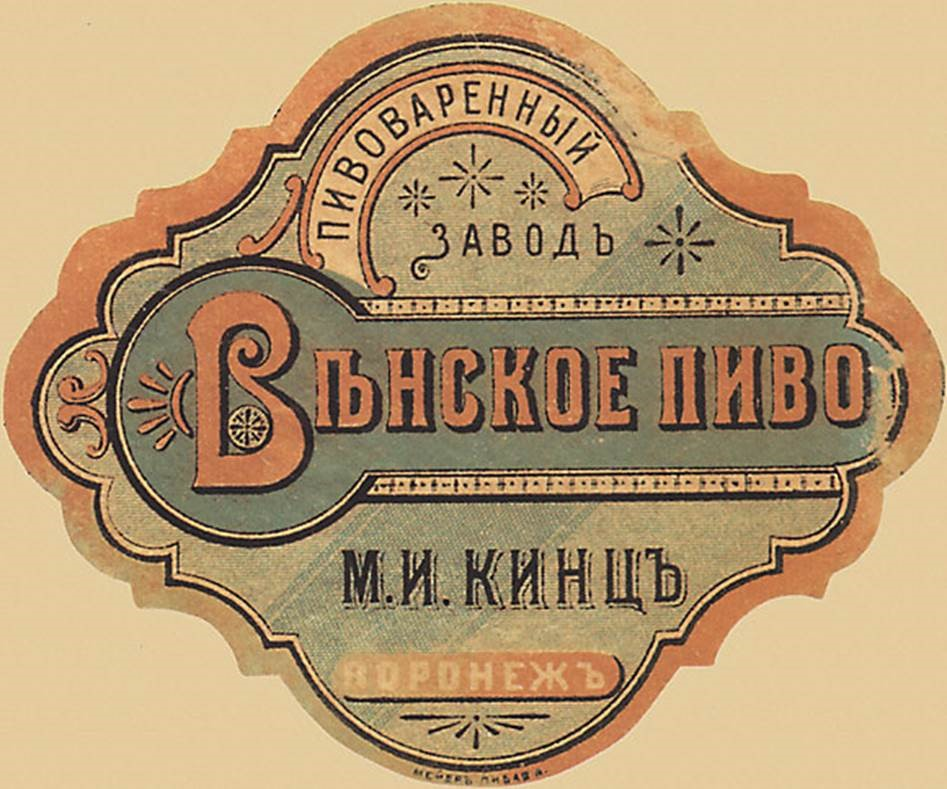
Пиво завода Кинца

Главный же пивоваренный завод Кинца находился в Воронеже. Завод был основан на берегу реки Воронеж в 1863 году купцом Иваном Константиновичем Фёдоровым, одним из основателей Воронежского яхт-клуба. В 1874 году он перешел к подданному Баварии Христофору Кинцу, который, который, осев в Воронеже, поменял имя на православное Михаил. Кинц заново переоборудовал завод, который стал известен не только в Воронеже но и во всей стране. Пиво Кинца получало множество престижных наград. Предприятие, выпускавшее пенный напиток отменного качества, просуществовало вплоть до революции 1917 года.
Возрождаться пивное дело в Воронеже начало только через десятилетия. В 1936 году на улице 9 Января было развернуто строительство нового пивного завода, который в настоящее время называется «Воронежский пивзавод».